# Flint Hill (Virginia)
Flint Hill es un lugar designado por el censo situado en el condado de Rappahannock, Virginia  (Estados Unidos). Según el censo de 2010 tenía una población de 209 habitantes. A 3 km de la localidad se encuentra el Parc Nacional de Shenandoah.

## Demografía
Según el censo de 2010, Flint Hill tenía una población en la que el 95,7% eran blancos; el 3,3% afroamericanos; el 0,0% eran indios americanos y nativos de Alaska; el 1,0% eran asiáticos; el 0,0% hawaianos y otros isleños del Pacífico; el 0,0% de otra raza, y el 0,0% a partir de dos o más razas. El 3,3% del total de la población eran hispanos o latinos de cualquier raza.